# 메달 오브 아너: 퍼시픽 어썰트
메달 오브 아너: 퍼시픽 어썰트(Medal of Honor: Pacific Assault, 이하 MoH:PA), 플레이어는 제2차 세계 대전 당시의 태평양 전선(Pacific Theater)에 배치된 미해병대(U.S.Marine)에 소속된 토마스 콘린의 역할을 맡는다. 이 시리즈에서부터 분대 전술이 적용되어 플레이어는 항상 듬직한 동료들과 함께 움직이며 임무를 수행해 나가게 된다. 메달 오브 아너 시리즈에서 유일하게 전략사무국(OSS)과는 관계가 없다.
MoH:PA에는 두 종류가 있다, 하나는 평범한 일반판과 감독판(Director's Edition)으로 감독판은 태평양 전선에서의 역사적인 전투의 기록문서와 이전 시리즈의 일부 음악과 일러스트등의 특전이 포함하고 있다.

## 줄거리
미해병대원 토마스 콘린은 주요 거점인 타라와 전투에 참가한다. 함포의 지원사격을 받으며 해변 가까이 접근하지만, 상륙정이 공격받고 좌초되는 고초를 겪으며 가까스로 동료들과 집결하고 일본군의 공격을 막아내던 중, 날아온 포격에 의해 정신을 잃으면서 콘린은 훈련소 시절을 떠올린다.
유럽에서 독일의 전쟁선포 이후 시끄러운 시기에 미해병대에 입대한 토마스 콘린은 샌디에고의 신병 훈련소에서 프랭크,윌리,지미와 만나게 되고 그들과 함께 그 곳에서 훈련을 마치고 진주만으로 발령받는다. 그리고 발령받은 당일, 콘린은 상사로부터 안내받던 중, 제로기의 습격이 시작되자 진주만은 아수라장이 되고 자신을 안내해준 상사와 함께 PT보트로 달려 가지만 상사는 폭격의 충격으로 그곳에서 전사 한다. 가까스로 선원들과 함께 '웨스트버지니아' 호를 지켜낸 공을 인정받아 1계급 진급을 하게 되고, 그 후 유격대에 배속된 그는 다행히도 훈련소에서 만났던 동료들과 함께 마킨 환초로의 상륙 작전에 참가하게 된다. 그곳에서 일본군의 개미탑과 연료 저장고를 터트리자 비행사가 조난을 당했다는 것을 알고 구조를 한다 그후 무사이 잠수함으로 복귀를 하는 데 성공한다.
마킨환초 이후 과달카날에 상륙을 하고 핸더슨 비행장은 기습을 당한다 핸더슨 비행장에서 빠져나와 포대와 증원부대를 처지하는 쾌거와 결국 핸더슨으로 돌아와 비행장을 사수한다.
비행장을 사수하고 피에 능선에서 가까스로 이겨 일본은 핸더슨 비행장을 포기한다. 그 사건이후 미군 정글로 진격하여 결국 마지막 사령부를 점령하는데 성공한다.
과달카날 이후 전투기를 타고가는 과정에 콘란이 탄 비행기의 조종사가 갑자기 비상탈출하여 콘린이 어쩔수 없이 비행기를 조종한다. 하지만 예상외로 폭격기와 라군, 항공모함과 구축함을 혼자 처치하였다. 그리고 프랭크를 구조하기도 한다.
타라와에서 콘란은 적 붉은 해변 1,2를 점령하고 적 기지 점령및 일본군의 최후의 보루까지 점령하고 타라와를 점령된다.

## 등장인물
토마스 “토미” 콘린(Thomas “Tommy” Conlin) 이병/일병/상병/병장
오리건주 출신. 마킨 환초에 상륙한 이후 항상 선두에 선다. 진주만에서 타라와까지 거치면서 이등병에서 하사까지 진급한다. 애칭은 토미 또는 톰.
프랭크 미노소(Frank Minoso) 이병/일병/병장/이등 중사
힘이 넘처나고 믿음직스런 거한으로 분대장을 맡고있는 BAR 사격수. 고향은 뉴저지주이다. 여자를 잘 다룬다고 항상 허풍을 친다며 윌리에게 자주 딴지가 걸리나, 피의 능선에서 토미와 얘기를 하며 애인을 소개 하는데 토미도 인정할 정도로 아름다운 애인을 두고있으며 제대하면 바로 식을 올릴 예정이라 한다. 그리고 비행 임무 중 부상을 입어 타라와섬 상륙 작전에 참가하지 못하고 자신의 BAR을 토미가 사용한다. 마킨 환초에서의 작전이후, 이등 중사로 진급한다.
윌리 게인스(Willy Gaines) 이병
작고 재빠른 몸을 지닌 통신병 겸 지정 사수로 노스캐롤라이나주 출신의 촌놈(콘린의 표현). 술을 매우 잘 마신다. 말과 행동이 가볍지만, 조준 사격 실력은 수준급이다. 주요 총기로는 스프링필드 저격 소총을 사용하나 타라와섬 상륙 작전 에서는 산탄총을 사용한다.
지미 설리번(Jimmy Sullivan) 의무병
의무병, 해병이 되기 위해 다니고 있던 의대를 중퇴하였다. 일리노이주 출신으로 꽤 부유한 집안으로 생각된다. 초기에는 부상만 봐도 구토를 하나, 전투에 익숙해져 가면서 노련한 병사로서의 모습을 갖추어 간다.

## 평가
| 평가 |        |
| --- | ------ |
| 통합 점수 통합사 점수 메타크리틱 80/100 [ 1 ] 평론 점수 평론사 점수 에지 5/10 [ 2 ] 유로게이머 8/10 [ 3 ] 게임 인포머 8.5/10 [ 4 ] 게임 레볼루션 B [ 5 ] 게임프로 [ 6 ] 게임스팟 8.3/10 [ 7 ] 게임스파이 [ 8 ] 게임존 9/10 [ 9 ] IGN 7.8/10 [ 10 ] PC 게이머 (US) 79% [ 11 ] The Sydney Morning Herald [ 12 ] |        |
| 통합 점수 |        |
| 통합사 | 점수   |
| 메타크리틱 | 80/100 |
| 평론 점수 |        |
| 평론사 | 점수   |
| 에지 | 5/10   |
| 유로게이머 | 8/10   |
| 게임 인포머 | 8.5/10 |
| 게임 레볼루션 | B      |
| 게임프로 | [ 6 ]  |
| 게임스팟 | 8.3/10 |
| 게임스파이 | [ 8 ]  |
| 게임존 | 9/10   |
| IGN | 7.8/10 |
| PC 게이머 (US) | 79%    |
| The Sydney Morning Herald | [ 12 ] |

## 같이 보기
- 메달 오브 아너 시리즈
- 제2차 세계 대전
- 진주만 공격
- 과달카날 전역
- 타라와 전투